# Grogolan (Karanggede)
Grogolan is een bestuurslaag in het regentschap Boyolali van de provincie Midden-Java, Indonesië. Grogolan telt 2103 inwoners (volkstelling 2010).